# Friedrich von Bouchenröder
Wilhelm Gustav Friedrich Freiherr von Bouchenröder (* 19. Dezember 1775 in Eschborn; † 6. Januar 1840) war ein Großherzoglich Hessischer Generalmajor.

## Leben
Bouchenröder wurde 1789 Kadett beim holländischen Jägerbataillon „Graf Salm“ und kam später als Leutnant zum Artois’chen Korps, mit dem er 1792 bei der Belagerung von Longwy beteiligt war. Nach der Auflösung des Korps trat er am 20. März 1793 in Darmstadt als Fähnrich beim I. Leib-Grenadier-Bataillon des Leibgarde-Infanterie-Regiments ein. Am 26. April erfolgte die Beförderung zum Sekondeleutnant und am 11. Dezember 1794 zum Premierleutnant. Nach seiner Beförderung zum Stabskapitän am 26. März 1803 wurde er am 7. April 1809 Kapitän im Garde-Füsilier-Bataillon.
Er beteiligte sich an den Kämpfen am Main und Mittelrhein mit Frankreich 1793, 1794, 1795 und 1796 (Schlacht bei Neuwied). Nachdem das Großherzogtum Hessen am 14. August 1806 dem Rheinbund beigetreten war, war er 1806 auf französischer Seite gegen Preußen mit seinem Bataillon an der Schlacht bei Jena und 1807 an den Gefechten und der anschließenden Belagerung von Graudenz beteiligt. 1809 kämpfte das Bataillon auf französischer Seite gegen Österreich und er war an der Schlacht bei Wagram beteiligt. Während dieser Kämpfe wurde ihm mit einer Kanonenkugel sein Pferd unter dem Leib weggeschossen, so dass er zu Fuß an der Spitze der Schützen und unterstützt von der 3. Grenadierkompanie des 45. französischen Linien-Infanterie-Regiments in das Dorf eindrangen und es vorübergehend eroberten. Aufgrund der feindlichen Übermacht der ungarischen Grenadiere mussten Bouchenröder jedoch kurz darauf wieder weichen. Einige Tage darauf war er auch an der Schlacht bei Znaim in die Kämpfe verwickelt. Dafür wurde er mit dem Kreuz der Ehrenlegion ausgezeichnet.
Am 26. Mai 1811 erfolgte die Beförderung zum Major und er erhielt das Kommando über das 1. Garde-Füsilier-Bataillon. Die Einheit wurde später beim Russlandfeldzug 1812 derart aufgerieben, dass ihm an der Weichsel das Kommando des aus den Resten der großherzoglichen Infanterie formierten provisorischen Bataillon übertragen wurde. Vor der Schlacht bei Großgörschen übernahm er wieder das Kommando seines reorganisierten Bataillons. In der Schlacht am 2. Mai 1813 fielen sechs seiner Offiziere und 242 Soldaten, als er den Ort Kleingörschen einnahm. In der Völkerschlacht bei Leipzig am 18. Oktober 1813 war sein Bataillon maßgeblich an der Verteidigung von Zuckelhausen beteiligt, bis sie sich nach Stötteritz zurückzogen, um von hier aus mit dem 8. französischen Husarenregiment die feindliche Tirailleurlinie zurückzuwerfen. An der Spitze seiner Soldaten stürmte er in die Reihen des Feindes und befand sich plötzlich in dem Punkt des konzentrierten Artilleriefeuers aus den eigenen Reihen. Es gelang ihm, mit Gefangenen zurückzukehren und eine eigene Tirailleurlinie an der Stelle der feindlichen aufzubauen, allerdings geriet er dann am 19. Oktober 1813 in Gefangenschaft.
Nach seiner Rückkehr aus der Gefangenschaft am 1. Februar 1814 wurde er zum Oberstleutnant befördert. Während des Feldzuges 1814 hatte er das Kommando des 1. Bataillon des leichten Infanterieregimentes. Nach dem Feldzug 1815 wurde er am 17. August 1816 zum Regimentskommandeur ernannt und am 25. März 1817 zum Oberst befördert. Er blieb bis 1832 Kommandeur seines Regimentes. Am 11. April 1832 erfolgte unter Beförderung zum Generalmajor die Ernennung zum Kommandeur der 2. Infanterie-Brigade in Darmstadt. Zugleich wirkte Bouchenröder als Präsident des Oberkriegsgerichtes. In dieser Eigenschaft erhielt er am 22. September 1833 das Kommandeurkreuz I. Klasse des Ludwigsordens.
Bouchenröder war an 13 Feldzügen und 30 Schlachten und Gefechten beteiligt, wurde jedoch niemals verletzt.
Als er am 9. Januar 1840 beerdigt wurde, folgten der Großherzog Ludwig II. und die Prinzen Karl, Alexander sowie Emil zu Fuß der Prozession vom Wohnort des Verstorbenen bis zum Friedhof; die Prozession dauerte eine Stunde. Sein Nachfolger als Kommandeur der 2. Infanterie-Brigade wurde der Generalmajor Freiherr von Stosch.